# سيليسشيال سيزوننغز
سيليستيال سيزوننغز Celestial Seasonings هي شركة شاي أمريكية، تأسست عام 1969، مقرها في بولدر في كولورادو في  الولايات المتحدة.
تتخصص في منتجات شاي الأعشاب والشاي الأسود والأخضر والأبيض.
تبلغ مبيعاتها السنوية حوالي مائة مليون دولار أمريكي.